# Platypalpus cryptospina
Platypalpus cryptospina är en tvåvingeart som först beskrevs av Frey 1909.  Platypalpus cryptospina ingår i släktet Platypalpus och familjen puckeldansflugor. Arten är reproducerande i Sverige. Inga underarter finns listade i Catalogue of Life.